# Talk It!
Talk It! parfois appelé TalkAny est l'un des premiers synthétiseurs vocaux populaires. Il a été créé pour Windows 95. Il a été livré avec l'ajout de Microsoft Plus! dans la version Microsoft Plus! for Kids.